# Живорад Павловић
Др Живорад Павловић (1905, Љиг — 9. новембар 1979, Београд) био је познати дечји лекар.

## Живот
Рођен у Љигу 1905. од оца Јеротија. Цео свој живот је посветио деци и био је вансеријски дијагностичар. Мајка му је умрла док је још био дете. Бринуо о два млађа брата. Основну школу је завршио у Љигу, гимназију у Горњем Милановцу и Ваљеву. Медицину је студирао у Београду и и постао лекар 1931. Педијатрију је специјализовао 1935. Радио у Београду и Земуну а пред Други светски рат руководио Домом за незбринуту децу у Звечанској улици у Београду. 1944 ради у вили Живковић на обронцима планине Авале и збеговима где су се налазила незбринута деца из Београда. Деца су тада, због нехигијене и тешких прилика, била у ранама и оједима услед неодговарајуће неге. То му је био подстицај да 1947. године по сопственој рецептури створи своје животно дело и понос наше фармакологије и медицине „Павловићеву маст“ а потом и „Павловићев пудер“. По његовим рецептима се правио и сируп против кашља. Исте године започиње са прављењем ове масти у апотеци „Вељко Дугошевић“. Осим у нашој земљи, маст је добро прихваћена у многим другим земљама које су биле погођене ратним дејствима, па чак и у појединим прекоокеанским државама.
„Павловићева маст“ штити дечју кожу од микроба, упала и инфекција а веома ефикасно и благотворно делује на већ упаљену и инфицирану кожу. Наноси се у танком слоју. Помада садржи благи раствор борне киселине, цинк и талк, ланолин, вазелин и парафин.
Прави се као магистрални лек у апотекама и може се добити без рецепта.
Његов син Др. Војислав Павловић је наставио стопама свога оца и такође специјализовао педијатрију. Он је патентом заштитио име, рецептуру и жиг производа, јер његов отац то није урадио за живота.
Др Павловић је сарађивао са великанима наше медицине проф. Др. Ружичићем, Др. Костом Тодоровићем, Др. Вуканом Чупићем, Др. Боривојем Тасовцем...
Умро је у Београду 1979. Једна улица у Љигу носи његово име од 1992. године.